# 12 de Mayo
12 de Mayo är en ort i Mexiko.   Den ligger i kommunen Santa María Yucuhiti och delstaten Oaxaca, i den sydöstra delen av landet, 300 km sydost om huvudstaden Mexico City. 12 de Mayo ligger 1 959 meter över havet och antalet invånare är 196.
Terrängen runt 12 de Mayo är bergig österut, men västerut är den kuperad. Runt 12 de Mayo är det ganska glesbefolkat, med 39 invånare per kvadratkilometer. Närmaste större samhälle är Putla Villa de Guerrero, 13,8 km väster om 12 de Mayo. I omgivningarna runt 12 de Mayo växer i huvudsak städsegrön lövskog.